# Röne
Röne är en bebyggelse nordväst om Glanshammar i Rinkaby socken i Örebro kommun. Från 2015 avgränsar SCB här en småort.